# Имперские сословия

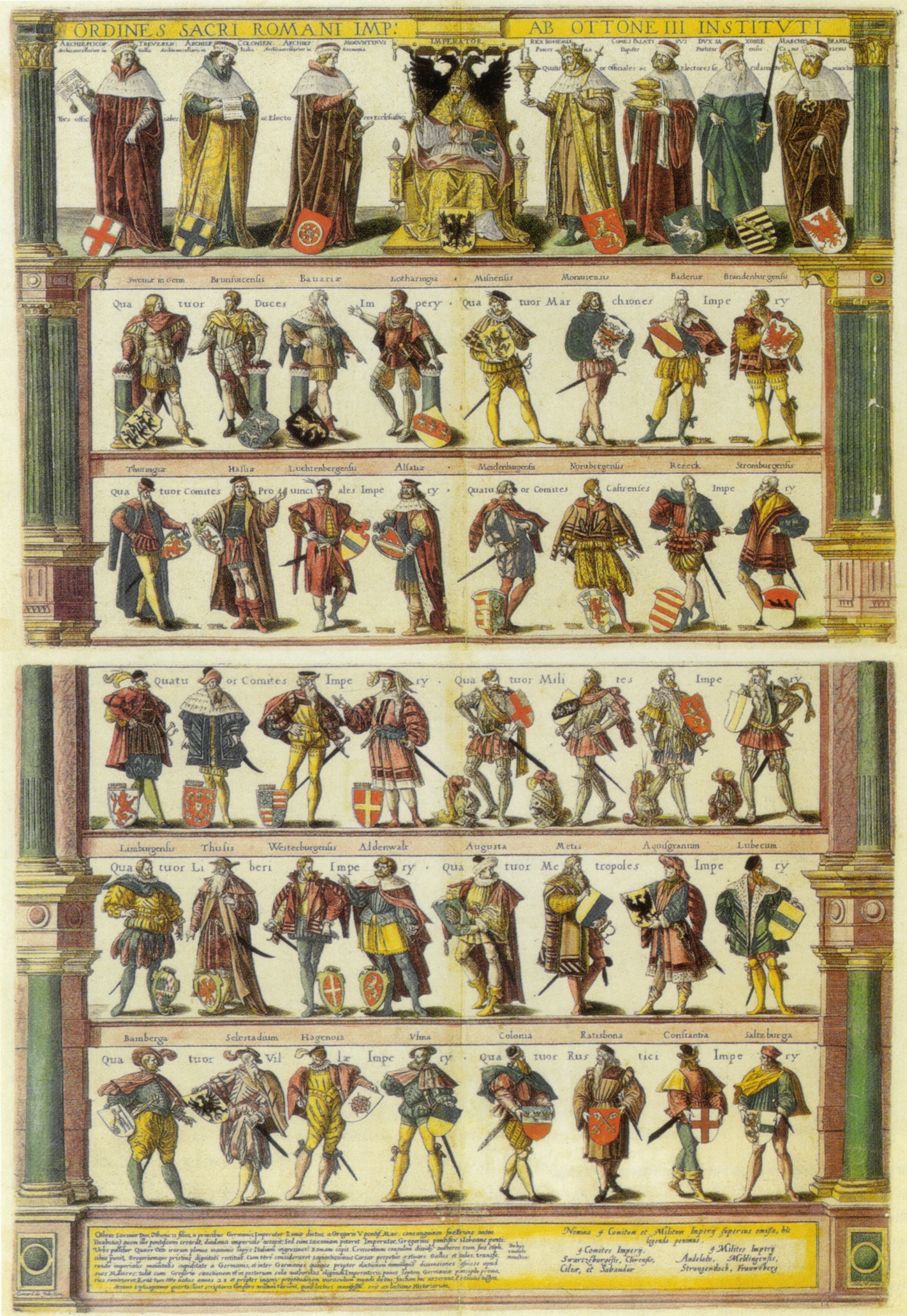
Символическое изображение иерархии имперских сословий, 1606 год.
Верхний ряд — курфюрсты,
второй — герцоги и маркграфы,
третий и четвёртый — графы,
пятый и шестой — имперские города.

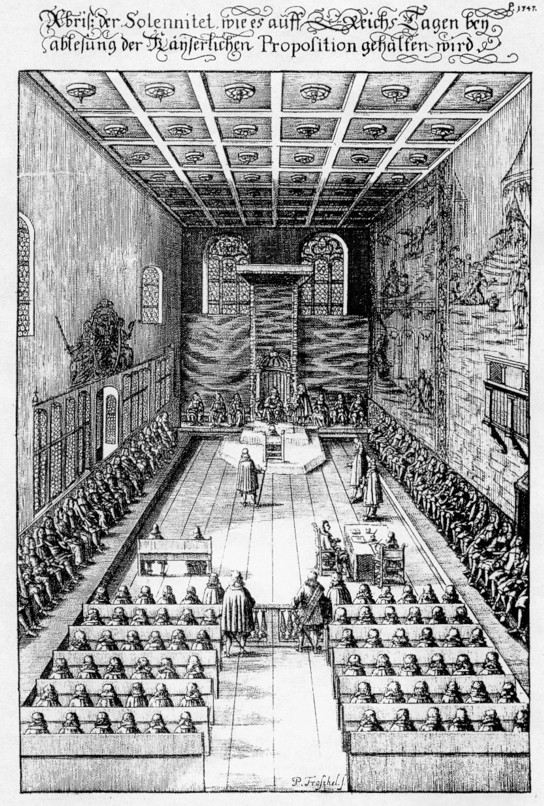
Заседание Имперского сейма (рейхстага) Священной Римской империи, 1675 год.

Имперские сословия (имперские чины; нем. Reichsstände) — субъекты Священной Римской империи, обладающие правом голоса в Имперском сейме или рейхстаге.
Имперские чины (сословия) в отличие от прочих подданных империи не подчинялись никому, кроме императора, и состояли из: духовных чинов (духовные курфюрсты, архиепископы и епископы, имперские прелаты, аббаты и аббатисы, владения орденов иоаннитского и немецкого) и светских чинов (светские курфюрсты, герцоги, фюрсты, ландграфы, маркграфы, бургграфы, имперские графы и имперские города). В социальном плане имперские сословия (чины) представляли собой высшее дворянство, высшее духовенство и патрициат имперских городов, образующие в совокупности важнейшую социальную базу Священной Римской империи. В государственно-правовом плане представители имперских сословий (чинов) являлись правителями государственных образований, составлявших Священную Римскую империю, и обладали территориальным суверенитетом в отношении своих владений. Понятие «имперское сословие» применялось не только к правителям имперских светских и духовных княжеств и графств, но и к этим государственным образованиям как таковым, поскольку согласно господствующей до конца XVIII века правовой теории княжества и графства рассматривались как наследственная собственность князя и графа, а процесс становления государственности входящих в империю территорий ещё не был окончательно завершён.

## Статус имперских сословий
Необходимым условием для получения статуса имперского сословия (чина) и права голоса в Имперском сейме (рейхстаге) Священной Римской империи являлось владение непосредственным имперским леном (феодом) и уплата общеимперских налогов на оборону и содержание армии. В раннее новое время этот статус имели более трёхсот правителей светских и духовных княжеств, свободных имперских городов и магистров рыцарских орденов. Право на присвоение титула имперского князя имел император. В некоторых случаях он предоставлялся лицам, не имеющих непосредственных имперских ленов. В 1654 году такая практика была запрещена Имперским сеймом (рейхстагом), который также утвердил необходимость получения санкции соответствующей палаты Имперского сейма (рейхстага) для предоставления новому имперскому князю права голоса. Перечень лиц и территорий, относящихся к имперским сословиям (чинам), фиксировался в имперских матрикулах.
Имперские сословия являлись закрытым социальным слоем. Социальная граница между высшим и низшим (территориальным) дворянством была гораздо менее проницаемой, чем между низшим дворянством и бюргерством. Случаи возведения имперских рыцарей в княжеское достоинство были крайне редки. Также резко отличались по своему статусу имперские города от земских, подчинённых власти местного князя. В то же время сами имперские сословия (чины) характеризовались тесными внутренними связями, прежде всего родственными: плотный династический ландшафт империи, состоящий из 80 — 90 семей высшей аристократии, контролирующих практически все имперские (немецкие, германские) государственные образования, служил одной из основ имперской интеграции. Кроме того, власть имперских сословий (чинов) над подчинёнными им территориальными сословиями (низшим дворянством и духовенством, горожанами земских городов и крестьянами) на протяжении последних столетий существования Священной Римской империи неуклонно возрастала, увеличивая тем самым и социальный разрыв между ними.

## Виды имперских сословий
Имперское право разделяло имперские сословия на две группы:
- Духовные имперские сословия (нем. Geistliche Reichsstände):
  - духовные курфюрсты: архиепископы Майнца, Кёльна и Трира;
  - духовные имперские князья (князья-епископы) и имперские прелаты;
  - магистры рыцарских орденов (Тевтонского и Мальтийского).
- Светские имперские сословия (нем. weltliche Reichsstände):
  - светские курфюрсты: курфюрсты Пфальца, Бранденбурга, Саксонии, король Чехии, а также курфюрсты Баварии (c 1648) и Ганновера (с 1692/1708);
  - светские имперские князья и имперские графы;
  - свободные имперские города.

После Реформации имперские сословия разделялись также на католические и евангелические (лютеранские и кальвинистские).

## Участие в рейхстаге
В рейхстаге Священной Римской империи имперские сословия (чины) были разделены по трём палатам: в Совет курфюрстов входили светские и духовные курфюрсты, в Совет имперских князей — светские и духовные князья, магистры рыцарских орденов, а также имперские графы и имперские прелаты, в Совет имперских городов — представители свободных имперских городов. Требования о предоставлении им статуса имперского сословия и права на участие в рейхстаге неоднократно выдвигали имперские рыцари, однако безуспешно. Курфюрсты и имперские князья обладали в рейхстаге индивидуальными голосами, тогда как имперские графы и имперские прелаты были объединены в четыре светские и две духовные коллегии соответственно, каждая из которых располагала лишь одним общим голосом. Свободные имперские города также были разделены на две коллегии — Швабскую и Рейнскую. Кроме того, для решения некоторых вопросов (прежде всего конфессиональных споров) имперские сословия формировали в рейхстаге два блока: Евангелический (под председательством курфюрста Саксонии) и Католический (под председательством курфюрста Баварии).
Потеря статуса имперского сословия могло происходить в результате секуляризации имперских аббатств и епископств, медиатизации имперских графств либо перехода территорий под власть иностранной державы (аннексия Эльзаса и Лотарингии в XVII—XVIII веках Францией, провозглашение независимости Швейцарии в 1648 году). Однако из этого правила существовал целый ряд исключений: например, графы Штольберг и Шёнборн сохранили право голоса в рейхстаге, несмотря на медиатизацию их владений Саксонией, уступка Померании, Бременского и Ферденского епископств Швеции также не повлекла упразднения голосов этих территорий. В 1648 году также было введено правило о лишении статуса имперского сословия в случае перехода владений новых княжеских родов к другим фамилиям (домам). Кроме того, территория могла лишиться статуса имперского сословия в результате объявления в отношении неё имперской опалы (например, Пфальц в 1621 году, в ходе Тридцатилетней войны, Бавария в 1706 году в ходе войны за испанское наследство).
Более подробно о правилах получения, перехода и лишения права голоса в Имперском сейме (рейхстаге) смотреть: Переход права голоса в рейхстаге.

## Права и обязанности
Имперские чины (сословия) были обязаны лично или через представителя участвовать в Имперском сейме (рейхстаге), уплачивать имперский налог («общий пфенниг») и выставлять в имперскую армию определённый воинский контингент. Участие в Имперском сейме (рейхстаге) обеспечивало имперским сословиям непосредственное влияние на политику и определённую долю власти в империи: без одобрения Имперского сейма (рейхстага) не могли утверждаться законы, вводиться налоги, объявляться войны, заключаться мирные договоры или союзы с иностранными державами и государствами. Кроме того, имперские сословия (чины) имели право и были обязаны принимать участие в органах управления имперских округов, а также в формировании состава Имперского камерального суда и других имперских органов.
Имперские сословия (чины) обладали территориальным суверенитетом на территории соответствующих государственных образований, правом организации системы управления, реализации властных прерогатив в отношении жителей, в том числе законодательных, судебных и фискальных, правом заключения международных договоров, кроме направленных против императора и империи, правом создания объединений и союзов с другими субъектами империи, правом чеканки монеты, сбора налогов и пошлин, а также монополией на разработку месторождений драгоценных металлов на территории своих владений.